# A Scandal in Belgravia
A Scandal in Belgravia (Escándalo en Belgravia en español) es el cuarto episodio de la serie británica Sherlock y el primero de la segunda temporada. Está libremente basado en Escándalo en Bohemia, si bien la palabra Belgravia hace referencia a dónde está situado el  palacio de Buckingham (en mención a lo que desata lo que ocurre en el episodio).

## Sinopsis
Empieza con la continuación inmediata de The Great Game con John (Martin Freeman) y Sherlock (Benedict Cumberbatch) siendo apuntados por un francotirador enviado por Jim Moriarty (Andrew Scott), y Sherlock apuntando con su pistola al chaleco bomba. Es ese momento, Moriarty recibe una llamada telefónica, que le hace "una oferta mejor", y se retira, amenazando a su interlocutor con desollarlo vivo y hacerlo zapatos si su oferta resulta falsa. John y Sherlock, aún algo sorprendidos, regresan al 221B Baker Street. Al mismo tiempo, una misteriosa mujer vestida de negro cuelga su teléfono y se dirige a una habitación donde otra mujer la espera para empezar una sesión de sadomasoquismo. La misteriosa mujer le pregunta a su compañera si "se había portado mal" y ésta le responde "sí, señorita Adler."
Sherlock sigue resolviendo varios casos en las siguientes semanas, mientras John lo escribe en su blog, si bien ignoran muchos por "irrelevantes" o "aburridos", como es de las dos niñas a las que no les dejaron ver a su difunto abuelo. Sin embargo, esto hace empezar a ganar fama al detective. Un día, John y Sherlock trabajan en un caso, Sherlock desde el 221B de Baker Street vestido únicamente con una sábana, y hablando con John (que está en la escena de la muerte) mediante el ordenador portátil. Mycroft (Mark Gatiss) les hace llamar al Palacio de Buckingham (sin importarle que Sherlock sea llevado vestido con la sábana y nada abajo), por un problema de la familia real extremadamente importante: uno de sus miembros femeninos ha sido fotografiado de forma comprometida con la dominatrix Irene Adler (Lara Pulver), y quieren que Sherlock recupere las fotos. La dominatrix, conocida profesionalmente como "La Mujer", tiene esas fotos en su teléfono.
Sherlock y John visitan a Adler en su casa. Ella les recibe completamente desnuda. Adler explica que no quiere las fotos para hacer chantaje, sino para garantizarse protección, y que su teléfono es su vida. Por orden de Sherlock, John prende un pequeño fuego, haciendo saltar las alarmas. Adler, en cuanto suena la alarma, mira hacia donde está su caja fuerte, donde Sherlock deduce que está el móvil. En ese momento, aparecen unos agentes americanos que querían el contenido del móvil, y obligan a Sherlock a poner la clave de la caja fuerte, que termina descubriendo. Por la mirada de Adler, se da cuenta de que si abre la caja fuerte, una pistola le disparará, así que se agacha al abrirla, y con ayuda de Adler y John, logra reducir a los agentes enemigos. Sherlock coge el teléfono de la caja pero, en el último momento, ella lo recupera, inyectando a Sherlock con un  somnífero. Antes de irse, Adler resuelve el misterio del caso que Sherlock y John trabajaban (la víctima jugaba con un boomerang que había traído de su viaje a Australia y, debido al sonido del auto estropeado del sospechoso, no se dio cuenta cuando el boomerang regresó a él, por lo que éste lo golpeó fatalmente), y le revela a John que la combinación de la caja fuerte eran sus medidas, en las que Sherlock se fijó.
En su casa, Sherlock empieza a recibir varios SMSs de Irene Adler, quien además le cambió el tono de los mensajes por un gemido de ella. Seis meses después, por Navidades, Sherlock recibe el teléfono de Irene Adler (protegido con contraseña), lo cual significa que ella aparecería muerta, ya que su teléfono era su "seguro de vida". Avisa a Mycroft, y van a ver el cuerpo con ayuda de Molly (Louise Brealey) en la morgue del Hospital de San Bartolomé, donde reconoce el cadáver de Irene, a pesar de que tenga la cara mutilada.
Tiempo después, mientras Sherlock está afligido por la muerte de Adler, John descubre que en realidad Irene falseó su muerte, con ayuda de los contactos que su experiencia de dominatrix le otorgaban. En la conversación se descubre la presencia de Sherlock, que ha descubierto la noticia. 
Adler revela que está siendo perseguida, y pide ayuda a Sherlock para resolver un enigma que robó del Ministerio de Defensa. Sherlock no tarda ni un minuto en hacerlo, pero poco después, su hermano Mycroft le revela que ese código permitiría una operación para capturar a unos terroristas, y que al haberlo descubierto, echó a perder todo el plan. Sin embargo, Adler interviene.
Le entrega una lista de peticiones a Mycroft, incluyendo protección personal, a cambio del material de su teléfono, pero en ese momento, Sherlock descubre cuál es la clave de desbloqueo: I am Sherlocked (locked es bloqueado, en referencia a la atracción de ella por él), perdiendo Adler todas las garantías, ya que suplica para que la protejan, pero tanto Sherlock como Mycroft se niegan.
Varios meses después, Mycroft revela a John que Adler fue aprisionada en Karachi, aunque prefieren decirle a Sherlock que fue incluida en protección de testigos en Estados Unidos. Sherlock le pide a John el teléfono de Adler. La escena final muestra un flashback, en el cual Irene Adler aparece enviando un mensaje a Sherlock antes de ser ejecutada. Tras un desvanecimiento en negro, vuelve la escena con un sonido de gemido: el teléfono de Sherlock, que se hacía pasar por el ejecutor, y ordenó a Adler correr en cuanto él lo dijera.

## Alusiones
El episodio se basa libremente en el relato corto Escándalo en Bohemia, de Las aventuras de Sherlock Holmes. Una de las entradas del blog de John se titula "Sherlock Holmes desconcertado", en alusión a la primera película acerca del detective. Holmes usa una gorra similar a la de la imagen clásica del detective, usada aquí para evitar a los medios de comunicación. 
El misterio de la muerte del hombre en el paraje solitario y el arma homicida en el cauce del río es una analogía de la historia titulada "El problema del puente de Thor", de El archivo de Sherlock Holmes, con el mismo esquema básico de resolución.